# 柯林斯英语词典
《柯林斯英语词典》是一本具有印刷版和線上版的英语词典，由紐約市哈珀科林斯出版集團出版。
第1版的柯林斯词典于1979年出版，由帕特里克·漢克斯擔任编辑，劳伦斯·厄当擔任编辑主任。
到了第三版，他們越來越多地使用帕特里克·漢克斯所建立的柯林斯英语语言资料库運用在柯林斯伯明翰大學國際語言數據庫，以提供典型的定義，而不是通過實例的詞典（辭書學）編纂組成。

## 版本
目前的版本是第14版，于2023年出版，內涵732,000以上的詞條。上一版为第13版，于2018年出版。此前约每3到4年刊行新版。